# BUMP OF CHICKEN LIVE 2022 Silver Jubilee at Makuhari Messe
『BUMP OF CHICKEN LIVE 2022 Silver Jubilee at Makuhari Messe』（バンプオブチキン ライブ 2022 シルバージュビリー アット まくはりメッセ）は、BUMP OF CHICKENのライブ映像作品。2023年4月5日にトイズファクトリーより発売された。

## 概要
BUMP OF CHICKENが2022年7月2日、7月3日の2日間にかけて開催した、結成25周年を記念した約2年8ヶ月振りとなる有観客ライブ『BUMP OF CHICKEN LIVE 2022 Silver Jubilee at Makuhari Messe』より、2日目の模様が収録されている。なお、同時発売のシングル「SOUVENIR」付属のBlu-rayには、同公演の1日目より6曲の映像が収録されている。
LIVE CDとLIVE PHOTO BOOKが付く初回仕様限定盤のみの発売。なお本作はDVDの発売はなく、Blu-rayのみの発売となる。
発売と同時に本作のLIVE CDの配信も開始された。
初週4.8万枚を売り上げ、2023年4月13日発表の「オリコン週間BDランキング」、「週間ミュージックDVD・BDランキング」で初登場1位を獲得した。なお、「週間ミュージックDVD・BDランキング」での1位獲得は3作連続・通算4作目となった。

## 収録曲
1. アカシア
2. Hello,world!
3. 天体観測
4. なないろ
2022年10月26日に映像がYouTubeで公開された[1]。
5. ギルド
6. イノセント
7. Flare
8. 銀河鉄道
9. リトルブレイバー
10. 才悩人応援歌
11. Aurora
12. ray
13. ファイター
14. メーデー
15. クロノスタシス
アンコール1曲目。
16. 木漏れ日と一緒に
アンコール2曲目。未発表曲（本作発売時点）。
17. ガラスのブルース
アンコール3曲目。
18. くだらない唄
アンコール4曲目。

### LIVE CD
配信も行われている。
1. アカシア
2. Hello,world!
3. 天体観測
4. なないろ
5. ギルド
6. イノセント
7. Flare
8. 銀河鉄道
9. リトルブレイバー
10. 才悩人応援歌
11. Aurora
12. ray
13. ファイター
14. メーデー